# Semiothisa avitusarioides
Semiothisa avitusarioides är en fjärilsart som beskrevs av Claude Herbulot 1956. Semiothisa avitusarioides ingår i släktet Semiothisa och familjen mätare. Inga underarter finns listade i Catalogue of Life.